# Lorrenzo Manzin
Lorrenzo Manzin est un coureur cycliste français, né le 26 juillet 1994 à Saint-Denis de La Réunion, membre de l'équipe TotalEnergies.

## Biographie

### Jeunesse et carrière amateur

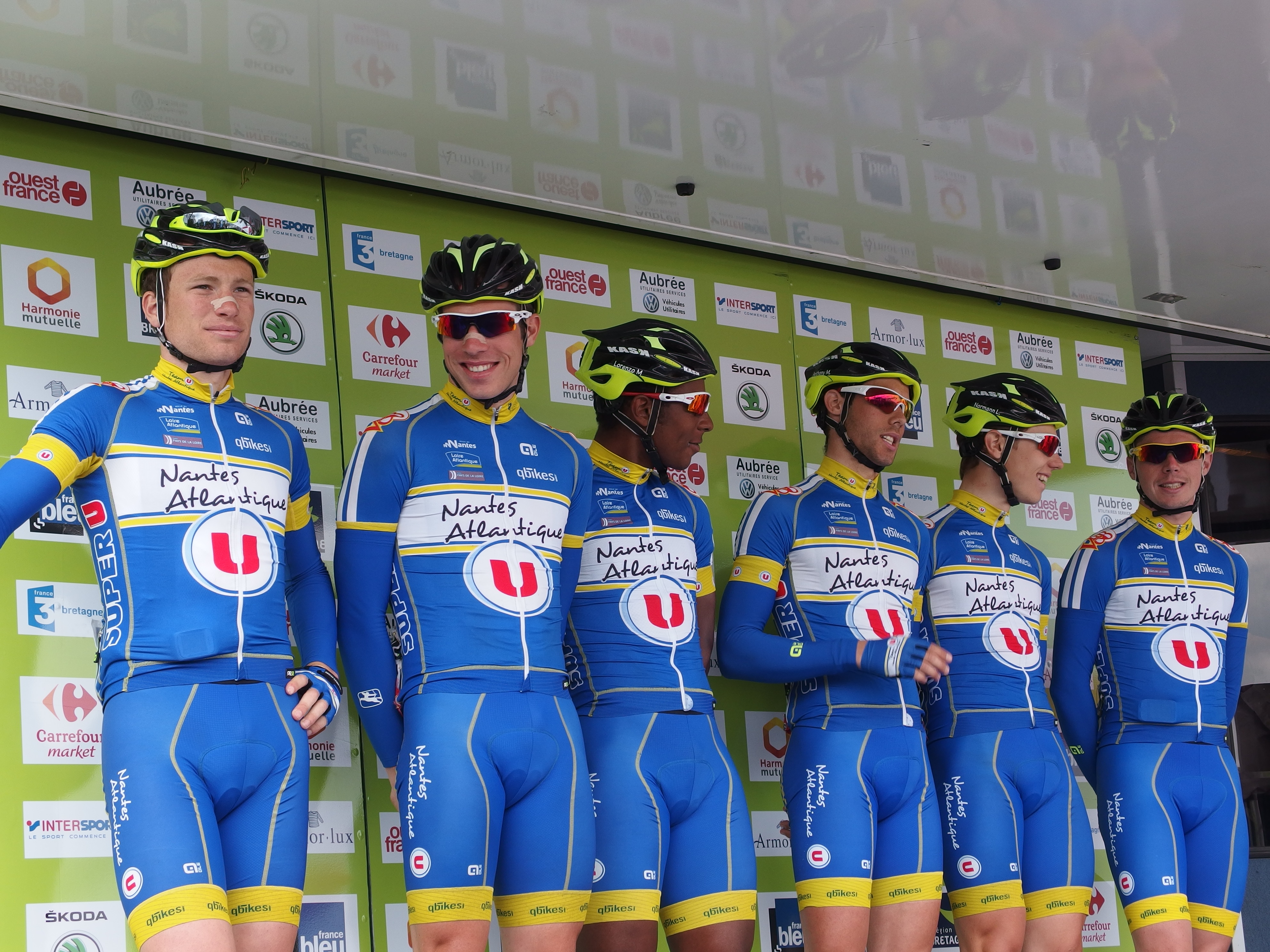
Lorrenzo Manzin (3e en partant de la gauche) avec l'UC Nantes Atlantique au Tour de Bretagne 2014.

Lorrenzo Manzin naît le 26 juillet 1994 à Saint-Denis de La Réunion. Il commence le cyclisme à l'âge de six ans, au Vélo-club de l'Est, basé à Bras-Panon. Avec ses camarades de club, il remporte en 2003 le championnat de France des écoles de cyclisme, à Contrexéville. En 2009 et 2010, il est champion de France cadet de la course aux points.
En 2010, il arrive en Loire-Atlantique, au cyclo-club castelbriantais, présidé par le frère du président du Vélo-club de l'Est. En 2012, il intègre le « pôle espoirs » de La Roche-sur-Yon. Sélectionné en équipe de France cette année, il remporte le classement par points du Trofeo Karlsberg et du Tour d'Istrie.
En 2013, il est engagé par l'UC Nantes Atlantique. Il gagne notamment le Tour de la Réunion durant cette saison. En 2014, il délaisse la piste et se focalise sur la route. Il remporte la première course amateur de la saison, les Boucles catalanes. Durant les mois qui suivent, il est troisième du Grand Prix Souvenir Jean-Masse, vainqueur d'étape de la Boucle de l'Artois, du Tour d'Eure-et-Loir, de La SportBreizh. Avec l'équipe de France espoirs, il se classe douzième du ZLM Tour. En août, il intègre en tant que stagiaire l'équipe FDJ.fr, qui le suit et le soutient depuis la catégorie junior via la fondation FDJ. Il prend notamment la troisième place d'une étape du Tour du Poitou-Charentes. Durant cette année, il obtient en outre un BTS Technico-commercial.

### Carrière professionnelle

#### FDJ: 2015-2017
En 2015, Lorrenzo Manzin devient coureur professionnel dans l'équipe UCI World Tour FDJ. Dès janvier, il participe à sa première course du circuit World Tour lors du Tour Down Under, où il est victime d'une chute lors de l'arrivée de la quatrième étape. Après un mois sans compétition, il reprend au Samyn début mars. En avril, il obtient sa première victoire lors de la Roue tourangelle. En été, il dispute le Tour d'Espagne, son premier grand tour, qu'il abandonne lors de la dixième étape.
Pour sa deuxième saison à la FDJ, il se distingue dès le 31 janvier 2016 avec une 9e place sur le Trofeo Playa de Palma. En avril, il prend deux 19e places, sur la Route Adélie de Vitré et la Roue tourangelle, termine 5e du GP de Denain et prend une 4e place d'étape sur le Circuit de la Sarthe. Le 31 juillet, il termine à la 11e position la Polynormande. Après avoir pris part au Tour de l'Ain en août, il participe à sa deuxième Vuelta où il décroche une 5e place sur la seizième étape et une 6e place sur la dernière. En octobre, il conclut le Tour de Vendée à la 11e place.
En 2017, il retrouve le Tour Down Under comme course d'ouverture de sa saison. Il s'approche de la victoire le 21 février sur le Tour La Provence, 3e de la première étape derrière Justin Jules et Jérémy Lecroq. Il s’adjuge de nouveau cette place sur le GP de la Somme, devancé par Adrien Petit et Rudy Barbier puis sur la deuxième étape de la Route du Sud, remportée par Elia Viviani. En mars, à la suite du forfait du Norvégien Daniel Hoelgaard, il découvre dans un rôle d'équipier les classiques À Travers les Flandres, le Grand Prix E3 et Gand-Wevelgem. Le 17 d'août 2017, il est annoncé dans l'effectif de la nouvelle équipe cons où seul Adrien Petit le précède. En fin de mois, il se classe 16e de la Classic Loire-Atlantique. En avril, il termine 8e de Paris-Camembert avant de passer près de la victoire sur la première étape du Tour de l'Ain, remportée par Hugo Hofstetter.  Il s’adjuge une nouvelle 8e place sur le Tour des onze villes mi-juin. Il montre de belles prédispositions sur le Tour de Wallonie avec une 3e et une 2e place d'étape. Au sortir de celui-ci, il se classe troisième de la Polynortinentale professionnelle créée par Jérôme Pineau. Ce dernier compte sur ce pur sprinteur, qu'il estime en manque de confiance, pour gagner des courses dès 2018, notamment sur les manches de Coupe de France. Aligné sur la Vuelta, il est seulement précédé par Matteo Trentin lors de l'ultime étape. En octobre, il prend la 12e place sur Paris-Bourges, alors que son coéquipier Marc Sarreau termine 2e, et dispute Paris-Tours.

#### Vital Concept: 2018-2019
Lorrenzo Manzin débute sous ses nouvelles couleurs lors de l'Etoile de Bessèges où il décroche une 7e place d'étape. Début mars, le succès lui échappe sur Paris-Troyemande, remportée par Pierre-Luc Périchon. Il finit par lever les bras lors de la dernière étape du Tour du Limousin. Il décroche deux tops 10 sur la fin de saison, 6e de la Brussels Cycling Classic et 7e de la Primus Classic.
Il commence sa saison 2019 sur les routes de la Tropicale Amissa Bongo où il gagne deux étapes et se classe deuxième du classement final. Confessant lui-même connaître une traversée du désert par la suite, celle-ci prend fin lors du Tour de Bretagne, remporté au cumul des places alors qu'il est dans le même temps que Fabian Lienhard,. Il y enlève également le classement par points. Il lève les bras onze jours plus tard sur le GP de la Somme. Toujours en mai, Stefan Bissegger le prive de la victoire sur la première étape du Tour de l'Ain. Il continue de se montrer en juin, 9e des Boucles de l'Aulne puis 4e de la cinquième étape du Critérium du Dauphiné. Après un mois sans compétition, il reprend par une 3e place sur le Circuit de Getxo le 31 juillet. Il se distingue une nouvelle fois en Bretagne lors du Kreiz Breizh, 4e de la dernière étape. Le 14 août, l'équipe continentale professionnelle Total Direct Énergie annonce sa venue pour la saison 2020.

#### Total Direct Énergie: 2020-

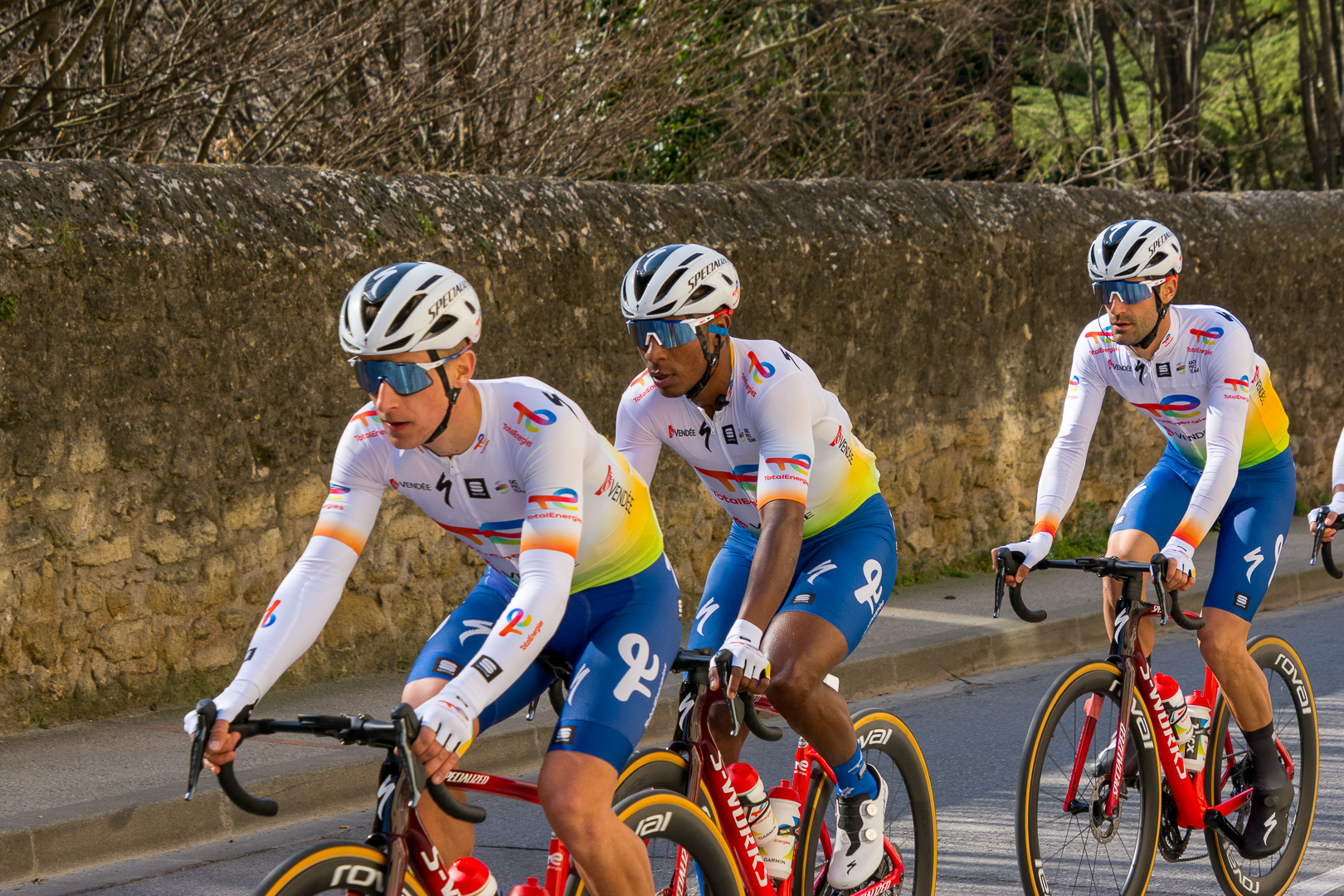
Lorenzo Manzin durant la deuxième étape du Tour de la Provence 2022. Il finit 10ème de l'étape.

Le 24 janvier 2021, Lorrenzo Manzin remporte la première course européenne sur route de la saison, le Grand Prix de Valence.
Gêné en 2023 par des douleurs à la jambe droite dues à une endofibrose iliaque, il subit à l'issue de la saison une intervention chirurgicale pour traiter sa pathologie.

## Style
Doté d'un « gabarit musculeux », Lorrenzo Manzin s'illustre notamment au sprint. Il se décrit toutefois comme un « sprinter-puncheur », capable de bien passer les bosses comme lors de sa victoire au Tour de la Réunion,.

## Palmarès, résultats et classements

### Palmarès sur route
| - 2011 - Trophée de la Ville de Châtellerault - 2012 - 2e étape des Boucles du Canton de Trélon - 3e étape du Tour de La Réunion - 2013 - Grand Prix de Cherves - Tour de La Réunion : - Classement général - Prologue (contre-la-montre par équipes) et 6e étape (contre-la-montre) - 2014 - Boucles catalanes - 2e étape de la Boucle de l'Artois - 2e étape du Tour d'Eure-et-Loir - 2e étape de La SportBreizh - 3e du Grand Prix Souvenir Jean-Masse - 3e du Circuit de la Vallée de la Loire - 2015 - Roue tourangelle - 2017 - 3e du Grand Prix de la Somme | - 2018 - 4e étape du Tour du Limousin - 2e de Paris-Troyes - 3e de la Polynormande - 2019 - 4e et 7e étapes de la Tropicale Amissa Bongo - Classement général du Tour de Bretagne - Grand Prix de la Somme - 2e de la Tropicale Amissa Bongo - 2020 - 7e étape de la Tropicale Amissa Bongo - 2021 - Grand Prix de Valence - 2022 - 4e étape du Tour Poitou-Charentes en Nouvelle-Aquitaine - 10e d'Eschborn-Francfort - 2023 - 3e de Cholet-Pays de la Loire |  |

### Résultats sur les grands tours

#### Tour d'Espagne
4 participations
- 2015 : abandon (10e étape)
- 2016 : 149e
- 2017 : 156e
- 2020 : 133e

### Classements mondiaux
| Année                                 | 2014 | 2015 | 2016 | 2017 | 2018 | 2019 | 2020  | 2021 | 2022 | 2023 | 2024  |
| ------------------------------------- | ---- | ---- | ---- | ---- | ---- | ---- | ----- | ---- | ---- | ---- | ----- |
| UCI World Tour                        |      | nc   | 228e | 282e | nc   |      |       |      |      |      |       |
| Classement mondial                    |      |      | 461e | 514e | 203e | 245e | 1171e | 356e | 262e | 725e | 1893e |
| UCI Europe Tour                       | 593e |      | 274e | 394e | 75e  | 201e | 907e  | 298e | 213e | nc   | nc    |
|                                       |      |      |      |      |      |      |       |      |      |      |       |
| Légende : nc = non classéSource : UCI |      |      |      |      |      |      |       |      |      |      |       |

### Palmarès sur piste

#### Championnats de France
- 2009
  -  Champion de France de la course aux points cadets
- 2010
  -  Champion de France de la course aux points cadets
- 2012
  - 3e de la course aux points juniors